# Magazine Stadium
Magazine Stadium fou un setmanari esportiu català editat a la ciutat de Barcelona que va existir des del 1911 fins al 1930. El seu primer número va sortir al maig del 1911 i va arribar a publicar 562 edicions. Va començar sent una revista quinzenal fins que el 1914 es convertí en un mitjà de publicació setmanal.
El setmanari s'editava en format 27 x 19 centímetres i constava de 24 pàgines carregades de fotografies, il·lustracions i dibuixos de caràcter esportiu. Ricard Cabot fou el director de Stadium fins al 1920, quan Narcís Masferrer el va substituir. La redacció de la revista va variar fins a tres vegades, mentre que la impremta sempre va ser la Tipogràfica l'Avenç. Stadium parlava de tots els esports i tenia una difusió estatal.
Stadium va ser el primer magazine esportiu editat a Catalunya i va comptar amb eminències de l'època en l'àmbit esportiu com 
Josep Elias i Juncosa, redactor en cap, Josep Maria C. De Triola o els ja mencionats Ricard Cabot i Narcís Masferrer.

## Precedents
La revista Stadium va arrencar en una etapa d'auge de l'esport. Durant el final del segle xix i principis del XX va sorgir la necessitat de difondre l'esport mitjançant una premsa específica per aquesta pràctica. En un principi, la premsa esportiva anava dedicada als participants, però de mica en mica va passar a centrar-se en els lectors. La demanda d'informació era cada vegada més elevada i la xarxa associativa de premsa que difonia aquest fenomen va augmentar. L'evolució va ser constant i es va abandonar la difusió única del ciclisme, que monopolitzava la premsa esportiva, per dur a terme una revolució total de l'àmbit informatiu dels esports. Futurs col·laboradors de Stadium com Elias i Juncosa, Robert Cabot o Narcís Masferrer van ser els abanderats del canvi, que va produir-se a partir del 1890. La data no és casual, ja que l'Exposició Universal del 1888 a Barcelona va portar a la Ciutat Comtal multitud de pràctiques esportives d'arreu del món.
El desenvolupament urbà i industrial va ser paral·lel a un increment de l'interès esportiu. La creació d'El Mundo Deportivo el 1906 i el progressiu interès en tota mena d'esports va fer créixer molt el sector en un espai molt curt de temps. El Mundo Deportivo va començar sent un setmanari i era un projecte engrescador i tenia col·laboradors de gran reputació.

## Inicis (1911-1913)
Stadium va néixer el 1911 en el mateix any de la creació del Sindicat de Periodistes Esportius de Barcelona, i es va convertir en la principal competència de El Mundo Deportivo. El magazine esportiu va ser hereu de Los Deportes (desaparegut el 1910) i en el primer número es llegia la següent salutació: “Nos hemos propuesto, en primer término, hacer un periódico bien presentado, hasta lujoso si se quiere...por encima de todo nuestro campo de acción será el sport, en todas sus manifestaciones, pero al mismo tiempo se extenderá a todos aquellos órdenes de la vida social, que tengan con el sport una relación más o menos directa”.
La revista tenia unes seccions temàtiques ben diferenciades: “Sección doctrinal”, “El apostolado del sport”, “Crónica gràfica”, “Nuestras sociedades”, “La moda en el sport”, “De sociedad” i “Las industrias del sport”. Presentava també un suplement, amb portadella i numeració independent, titulat “Guía del sportman”. El creixement de Stadium va establir delegacions a Madrid i a París l'any 1912. Ricard Cabot volia que el seu magazine no tingués fronteres i arribés a totes les ciutats espanyoles i europees amb una pràctica esportiva consolidada.
L'aportació monetària per la creació de Stadium va venir de part de Francesc de Moxó Sentmenat, un burgès barceloní interessat en l'esport. La mà dreta de Cabot fou el tarragoní Josep Elias i Juncosa, redactor en cap, periodista amb experiències anteriors a la Veu de Catalunya i Los Deportes.

## Característiques formals
Stadium sortí inicialment com a quinzenal i oferia una fórmula prou atractiva gràcies a la suma de dues revistes en una sola. I és que aportava una part escrita de vuit planes (“secciones especiales”) juntament amb un cos central en paper setinat (“crònica gràfica”) amb setze planes farcides d'il·lustracions i reduïts peus de foto explicatius. Cal destacar la gran quantitat de publicitat i la d'una secció a les ofertes esportives de la ciutat de Barcelona.
La idea innovadora de Ricard Cabot requeria molta difusió i, fins i tot, va crear un suplement d'àmbit espanyol que va resultar fallit als pocs mesos de néixer (1912).

## Competència amb Mundo Deportivo
L'aparició d'El Mundo Deportivo el 1906 va suposar una revolució notòria en el periodisme esportiu. El mitjà de comunicació de Masferrer va erigir-se ràpidament com el de referència d'un periodisme esportiu creixent i cada vegada més divers. Les novetats introduïdes per El Mundo Deportivo, però, ben aviat quedaren obsoletes. I ho van fer per l'aparició de la revista Stadium. Ricard Cabot va saber aprofitar, i molt, el forat d'audiència del Mundo Deportivo i va apostar per l'estructura d'aplicar novetats formals, en un clar símil amb els magazines europeus. L'aposta de Cabot era molt arriscada i representava un cert risc i força imaginació per equilibrar les novetats estètiques amb el discurs tradicional.

## Millores formals i premsa de masses
L'auge de lectors de la revista Stadium va arribar en el període 1913-1920, quan el magazine va arribar a tenir una tirada d'uns 15.000 exemplars. L'origen d'aquesta expansió la trobem a la premsa de masses que va aparèixer durant la Primera Guerra Mundial (1914-1918). Aleshores la premsa esportiva es va convertir en una gran tribuna moderna i massificada. De fet, l'audiència i les competicions esportives anaren creixent a parts iguals i, en conseqüència, les capçaleres d'esports – entre elles Stadium – es convertiren en un negoci rendible. L'existència de la Guerra Mundial va anar molt bé als mitjans catalans, ja que es va deixar de dependre de les agències de l'activitat esportiva europees. Podem entendre aquest període com una etapa de transició de la jove premsa esportiva catalana cap a les millores formals que patiria a la dècada de 1920.
La consolidació d'un Sindicat de Periodistes Esportius va professionalitzar més un sector que anava creixent any rere any. Stadium va ser un dels màxims exponents d'aquest creixement, ampliant continguts i tractant per exemple la informació automobilística. El magazine, a més, va renovar la publicació el 1914 per ‘europeïtzar’ la revista. Es van obrir espais a les modes, els espectacles i es va ampliar la publicitat per tal de tenir uns beneficis més grans. Altres eines com publicar a dues tintes, augmentar la mida de les fotografies o millorar l'especialització dels redactors també van millorar el magazine.
Les transformacions de Stadium la convertiren, sens dubte, en la capçalera més acurada, moderna i luxosa del país. En el primer número del 1914, la revista dedicava 32 pàgines a “tots els esports”, un extens monogràfic a l'apartat “Revista de l'Automòbil” i la resta de pàgines consagrades a la crònica de “Teatres, gran món i modes" (Stadium, 31/01/1914).
Stadium va superar El Mundo Deportivo que formalment era més conservador. Stadium es va obrir als sectors més populars i va passar de ser quinzenal a setmanal. Ricard Cabot no va plantejar-se fer publicacions diàries després del fracàs d'El Sport, fet que va demostrar que no era viable.

## De Cabot a Masferrer i desaparició
El canvi de dècada va suposar una variació important de Stadium. Ricard Cabot va deixar la direcció i el va substituir Narcís Masferrer. Masferrer havia estat director d'El Mundo Deportivo en dos períodes (1906-1912 i 1914-1918) i, sens dubte, va ser la figura esportiva més important del primer terç del segle xx. El nou director, però, no tenia una tasca fàcil, ja que Cabot va saber conduir un model que va ser molt exitós.
D'entrada Masferrer es va trobar amb l'aparició de fins a 27 publicacions esportives a Catalunya després de la Primera Guerra Mundial. La millora infraestructural de l'esport va estar contraposada amb un decreixement substancial de Stadium. La crisi del futbol i el nou interès per la informació política va fer desaparèixer moltes capçaleres després de l'època daurada. El Mundo Deportivo va sobreviure i Stadium va veure el seu final després de dinou anys del seu primer número.